# Nonadecansäure
Die Nonadecansäure ist eine gesättigte langkettige Fettsäure mit ungeradzahliger Kohlenstoffzahl und gehört zur Stoffgruppe der Alkansäuren. Ihre Salze und Ester heißen Nonadecanoate.

## Vorkommen
Wie die meisten langkettigen Fettsäuren mit ungerader Kohlenstoffzahl kommt Nonadecansäure in der Natur nur selten und in geringer Konzentration vor. 
Aus natürlichen Quellen wurde sie zunächst nur aus dem Fett der Rindernieren isoliert.

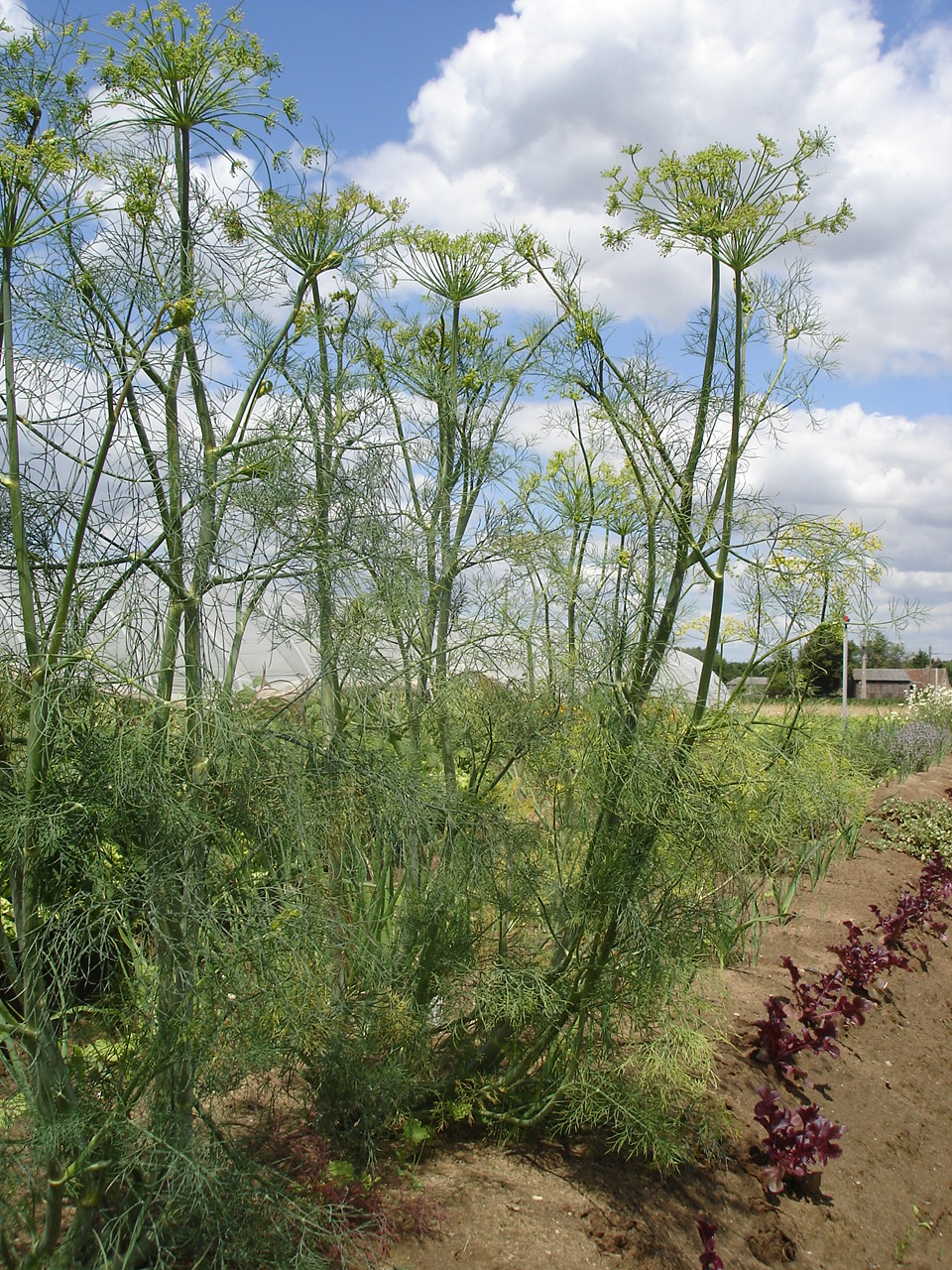
Dill (Anethum graveolens)

Jüngere Arbeiten finden Nonadecansäure auch in höheren Pflanzen, so etwa zu 9,95 % der Gesamtfettsäuren in den grünen Teilen von Dill (Anethum graveolens), sowie in einer Rotalge (Hypnea musciformis).
Auch Mikroorganismen bilden Nonadecansäure, so z. B. Streptomyces scabiei subsp. chosunensis.
Zusätzlich hat sie in der Insektenwelt für Termiten eine Bedeutung: Die Soldaten der Termitenart Rhinotermes marginalis verwenden unter anderem Nonadecansäure in ihrem Verteidigungssekret.

## Gewinnung und Darstellung
Nonadecansäure kann durch Oxidation von 1-Eicosen mit Kaliumpermanganat hergestellt werden.

## Pharmakologie
Ebenso wie andere ungeradzahlige Fettsäuren, wird auch Nonadecansäure bei Vitamin-B12-Mangel vermehrt angesammelt. 
Diese Fettsäure wirkt auch gegen einige menschliche Krebszellen als Zellgift.

## Verwendung
Wegen ihrer Seltenheit und ihres geringen Vorkommens in biologischem Material wird sie – wie auch Tridecansäure und Heneicosansäure – in der gaschromatographischen Analyse von Fettsäuren häufig als interner Standard eingesetzt.